# Trần Việt Khoa
 Trần Việt Khoa (sinh năm 1965) là một sĩ quan cấp cao trong Quân đội nhân dân Việt Nam, hàm Thượng tướng. Ông hiện là Ủy viên Ban Chấp hành Trung ương Đảng Cộng sản Việt Nam khóa XIII, Ủy viên Quân ủy Trung ương, Phó Bí thư Đảng ủy, Giám đốc Học viện Quốc phòng Việt Nam.
Ông từng là Đại biểu Quốc hội Việt Nam khóa XIV thành phố Hà Nội. Ông nguyên là Tư lệnh Quân đoàn 1 (2013–2015).

## Thân thế và binh nghiệp
Trần Việt Khoa sinh năm 1965. Ông là con trai của liệt sĩ Trần Oanh - người đã tham gia chống Mỹ tại mặt trận Quảng Trị ở thời điểm khốc liệt nhất, năm 1968.
Ông nhập ngũ năm 1983. Sau đó, ông đi học tại trường Sĩ quan Lục quân 2. Trong những ngày đó, trên đất bạn Campuchia, chàng học viên trẻ đã tham gia 16 trận đánh trong đó có 6 trận đụng địch (tại mặt trận 979).
Ông trưởng thành từ cơ sở và trải qua tất cả các cương vị như: Trung đội trưởng, đại đội phó, đại đội trưởng...  rồi đến Sư đoàn trưởng Sư đoàn 301 và được bổ nhiệm vào trọng trách Phó Tư lệnh Bộ Tư lệnh Thủ đô Hà Nội, Phó tư lệnh rồi là Tư lệnh Quân đoàn 1.
Trước năm 2011, ông là Sư đoàn trưởng Sư đoàn 301, Phó Tư lệnh Bộ Tư lệnh Thủ đô Hà Nội
Năm 2011, ông được bổ nhiệm làm Phó Tư lệnh Quân đoàn 1.
Năm 2013, ông được bổ nhiệm làm Tư lệnh Quân đoàn 1 đồng thời được thăng quân hàm Thiếu tướng.
Năm 2015, ông được bổ nhiệm làm Phó Giám đốc Học viện Quốc phòng.
Ngày 26 tháng 01 năm 2016, tại Đại hội đại biểu toàn quốc lần thứ 12 của Đảng Cộng sản Việt Nam, ông được bầu làm Ủy viên Ban Chấp hành Trung ương Đảng Cộng sản Việt Nam khóa 12.
Ngày 15 tháng 04 năm 2016, ông được bổ nhiệm giữ chức Giám đốc Học viện Quốc phòng Việt Nam, Phó Bí thư Đảng ủy Học viện.
Ngày 22 tháng 05 năm 2016, ông trúng cử Đại biểu Quốc hội khóa XIV thành phố Hà Nội.
Ngày 01 tháng 9 năm 2017, Trần Việt Khoa được Chủ tịch nước Trần Đại Quang trao quyết định thăng quân hàm Trung tướng.
Ngày 30 tháng 01 năm 2021, tại Đại hội đại biểu toàn quốc lần thứ XIII của Đảng Cộng sản Việt Nam, ông được bầu làm Ủy viên Ban Chấp hành Trung ương Đảng Cộng sản Việt Nam khóa XIII, nhiệm kỳ 2021-2026.
Ngày 01 tháng 9 năm 2021, ông được Chủ tịch nước Nguyễn Xuân Phúc trao quyết định thăng quân hàm từ Trung tướng lên Thượng tướng.

## Gia đình
Ông có hai con gái đã lập gia đình. Con rể đầu là sĩ quan kỹ thuật công tác tại Học viện KTQS. Con rể thứ 2 là sĩ quan công tác tại sư đoàn 312, quân đoàn 1.